# Zwartwitte russula
De zwartwitte russula (Russula albonigra) is een paddenstoel uit de familie Russulaceae. 

## Kenmerken

### Macroscopische kenmerken
Hoed
De hoed is wit als hij jong is, maar verandert snel van kleur naar een bruine tint en wordt uiteindelijk zwart. Hij bereikt een diameter van 5 tot 15 centimeter. Het midden van de hoed is meestal verzonken als een trechter of slechts licht verzonken. Het oppervlak is vaak erg vettig, maar later droog. Soms scheurt de hoedenhuid in stukken open. De hoedhuid is moeilijk te verwijderen.
Lamellen
De lamellen zijn aanvankelijk bijna wit, maar worden vanaf de rand en randen geleidelijk zwartachtig. Door de kortere lamellen zijn ze aan de rand slechts iets dichter, hoewel ze niet dik zijn, maar wel behoorlijk stijf. Ze lopen iets langs de steel af en zijn sterk gevorkt.
Steel
De steel is eerst ook wit, maar wordt later zwart. Hij is klein, maar meestal dik. De markeringen kunnen bruinachtig gestippeld of netvormig lijken. De consistentie is stevig.
Vlees
Het vruchtvlees is aanvankelijk witachtig, maar wordt, net als de rest van het vruchtlichaam, snel zwart. Bij kneuzen, wordt het soms roodachtig of staalblauw en vervolgens zwart. De smaak is eerder bitter dan kruidig; In sommige streken kan het echter ook pittig zijn. Er verschijnt een karakteristiek mentholachtig koel gevoel op het puntje van de tong. Het vlees wordt melkachtig van zuren en melkachtig olijfachtig van alkaliën; met formaline wordt het zalmrood en met ijzersulfaat wordt het groenachtig.
Sporenprint
De sporenprint is wit (Ia volgens Romagnesi).

### Microscopische kenmerken
De sporen zijn rond, lang-ellipsvormig of niervormig en meten 7-9 x 6-8 µm. Ze hebben kleine wratten tot 0,4 µm hoog, die met fijne lijntjes met elkaar verbonden zijn en een redelijk goed ontwikkeld netwerk vormen. De pleurocystidia op de lamellen zijn slank van vorm en hebben een geelachtige, olieachtige inhoud. De pileocystidia ontbreken of kleuren niet met sulfobenzaldehyde. De hoedhuid is gevormd uit platliggende, 2-6 µm brede hyfen. De hyfeneindcellen van de zijn 3-5 µm breed.

## Ecologie
De zzwartwitte russula is, zoals alle russula's, een mycorrhiza-schimmel die vooral bij sparren een veel voorkomende mycorrhiza vormt. Maar het kan ook een symbiotisch partnerschap vormen met dennen en loofbomen zoals de Europese beuk. Het komt meestal voor op droge tot matig verse, losse, zandige tot leemachtige, tamelijk (matig) zure gronden. Het kan ook worden aangetroffen in zand met een niet te lage basis, kristallijne primaire gesteenten en gips, mergel of kalk. De soort wordt echter alleen boven kalksteen aangetroffen op plaatsen waar zich door geschikte omstandigheden een voldoende dikke humuslaag heeft kunnen vormen.

## Taxonomie
Voor het eerst beschreven door de mycoloog Julius Vincenz von Krombholz in 1838, komt de soortnaam uit het Latijn albus en niger, wat wit en zwart betekent.

## Verspreiding

Europese verspreiding

De zwartwitte russula is een Holarctische soort die voorkomt in Noord-Azië (Kaukasus, Oost-Siberië, Japan), Noord-Amerika (VS, Canada), Noord-Afrika (Marokko) en Europa. Ze komen ook voor op het zuidelijk halfrond van Australië. 
In Nederland komt de zwartwitte russula vrij zeldzaam voor. Hij staat op rode lijst in de categorie 'bedreigd'.